# Субсидиарность (католическая теология)
Субсидиарность является организующим принципом, согласно которому решение вопросов/проблем должно осуществляться на самом низком, малом или наименее централизованном уровне власти. 
Если возможно, то политические решения должны приниматься на местном/локальном уровне, а не центральными властями. Центральная власть же должна играть «субсидиарную» (вспомогательную), а не «субортинативную» (подчинительную) роль, решая только те задачи, которые не могут быть эффективно выполнены на местном/локальном уровне. Слово «субсидиарность» происходит от латинского слова Subsidiarius — «вспомогательный». Его истоки — в социальном учении Католической церкви.

## Католическое социальное учение
Принцип субсидиарности был разработан немецким теологом и аристократом  Освальдом фон Нель-Бреунингом. Его работа была источником вдохновения для социального учения Папы Пия XI в энциклике Quadragesimo Anno, согласно которой правительство должно проявлять инициативу только в тех вопросах, где возможностей независимых частных лиц и организаций оказывается недостаточно. Деятельность правительства, бизнеса и прочая светская деятельность должна носить максимально локальный характер. Если задача может быть решена на местном/локальном уровне так же эффективно, как и на национальном уровне, следует предпочесть местный/локальный уровень. Принцип субсидиарности основывается на автономии, децентрализации и достоинстве индивидуума: согласно этому принципу, все формы общества, от семьи до международных организаций, должны находиться на службе личности. Принцип судсидиарности исходит из представления о том, что любой человек по своей природе является социальным существом, а также же настаивает на важности малых и средних общин и институций (таких, как семья, церковь, профсоюзы и прочие волонтёрские организации) в качестве посреднических структур, которые дают личности возможность действовать, а также соединяет его с обществом в целом. «Позитивная субсидиарность», которая является этическим императивом для общинной, институциональной и правительственной деятельности по созданию социальных условий, необходимые для полноценного развития индивидуума (таких, как право на труд, достойное жилье, здравоохранение и т. п.), представляет собой ещё один аспект принципа субсидиарности.
Принцип субсидиарности впервые получил официальное развитие в энциклике Rerum Novarum (1891 год) Папы Льва XIII: это была попытка сформулировать «средний путь» между laissez-faire, капитализмом и разными формами коммунизма, которые подчиняют индивидуума государству. Данный принцип получил своё дальнейшее развитие в энциклике Quadragesimo Anno (1931 год) Папы Пия XI, а также в Economic Justice for All — документе "Конференция католических епископов США".
Фундаментальный принцип социальной философии, закреплённый и неизменяемый, заключается в том, что никто не должен отнимать у индивидуума и передавать обществу то, что он может сделать благодаря своим предприимчивости и трудолюбию. (Пий XI, Quadragesimo anno, 79)
В рамках разработанной Г. К. Честертоном и Х. Беллоком теории дистрибутизма, экономической философии основанной на социальном учении Католической церкви, субсидиарности придаётся большое значение.